# Leucula tiresiaria
Leucula tiresiaria là một loài bướm đêm trong họ Geometridae.